# Unwilling Scholars
Unwilling Scholars è un cortometraggio muto del 1912. Il nome del regista non viene riportato. Recitato da attori in carne e ossa, il film si ispira alle tavole del celebre fumetto disegnato da Rudolph Dirks. È il settimo di una serie di corti prodotti dalla Selig sui personaggi di Dirks.

## Produzione
Il film fu prodotto dalla Selig Polyscope Company.

## Distribuzione
Distribuito dalla General Film Company, il film - un cortometraggio di 150 metri - uscì nelle sale cinematografiche statunitensi il 14 giugno 1912. Nelle proiezioni, veniva programmato con il sistema dello split reel, accorpato in un'unica bobina con un altro cortometraggio prodotto dalla Selig, la commedia Goody Goody Jones.

## Serie Katzenjammer della Selig
- The Katzenjammer Kids (1912)
- They Go Toboganning (1912)
- They Plan a Trip to Germany (1912)
- They Entertain Company (1912)
- They Go to School (1912)
- School Days (1912)
- Unwilling Scholars (1912)
- The Arrival of Cousin Otto (1912)